# Prostitution en Arabie saoudite
La prostitution en Arabie saoudite est illégale. La prostitution était passible de prison et de flagellation. La police religieuse était responsable de la flagellation. Les prostituées pouvaient être fouettées en public. Certains d'entre elles ont été exécutées. En avril 2020, la punition de flagellation a été abolie par ordonnance de la Commission générale de la Cour suprême saoudienne et est désormais limitée à des peines de prison ou à des amendes,. Les ressortissants étrangers sont également expulsés après avoir été punis. Si les parties sont également accusées d'adultère, de fornication et de sodomie, qui peuvent s'appliquer à la fois à la prostituée et au client puisque toute activité sexuelle en dehors d'un mariage légal est illégale, la punition peut être la mort.
Les prostituées sont généralement originaires du Nigéria, d'Éthiopie, du Yémen, du Maroc, du Pakistan et du Tadjikistan.
En juin 2007, 80 femmes ont été jugées pour prostitution et 20 hommes pour trafic ou proxénétisme.

## Mariage Misyar
Le mariage misyar est souvent utilisé comme un moyen d'avoir une relation légale pour le plaisir sexuel. La relation ressemble à un mariage normal, sauf que le mari n'est pas obligé d'obtenir une maison pour la femme et, dans certains cas, il n'est pas tenu de payer les dépenses mensuelles à la femme. Toutes les autres exigences islamiques doivent être tenues. Le Grand mufti d'Arabie saoudite, Abdelaziz ben Abdallah Al ach-Cheikh, et 60 autres religieux ont approuvé le mariage misyar dans leurs fatwas.
Le mariage misyar diffère de Nikah mut'ah (en islam chiite) en ce que la durée de la relation n'est pas définie et il doit y avoir deux témoins sur l'accord de mariage.

## Trafic sexuel
L'Arabie saoudite est un pays de destination pour les femmes soumises à la prostitution forcée.
L'Arabie saoudite est l'un des plus gros consommateurs de travailleurs domestiques. Environ 30 % de la population saoudienne de 27,3 millions d'habitants sont des immigrants d'autres pays. La loi exige que tous les expatriés en Arabie saoudite aient un contrat de travail pendant leur séjour dans le pays. Mais avec certaines pratiques de travail déloyales telles que le harcèlement sexuel, les conditions de travail extrêmes et d'autres violations des droits humains, beaucoup essaient d'échapper à leurs employeurs. Les fugueurs ou fugueuses peuvent être kidnappé(e)s et parfois contraint(e)s à la prostitution.
En 2017, bien que 177 affaires de traite aient été poursuivies dans le pays, aucune ne concernait le trafic sexuel.
Le Bureau de surveillance et de lutte contre la traite des personnes du département d'État des États-Unis classe l'Arabie saoudite parmi les pays de la « liste de surveillance de niveau 2 ».